# مختار ذویب
مختار ذویب (انگلیسی: Mokhtar Dhouieb؛ زادهٔ ۲۳ مارس ۱۹۵۲) بازیکن سابق فوتبال اهل تونس است.
وی از سال ۱۹۷۳ تا ۱۹۷۸ در تیم ملی فوتبال تونس بازی انجام داده است و عضو این تیم در جام جهانی فوتبال ۱۹۷۸ بوده است.